# Storyteller (伊東歌詞太郎の曲)
「Storyteller」（ストーリー・テラー）は、伊東歌詞太郎の楽曲。7作目のデジタル配信限定シングルとして2022年11月30日にビクターエンタテインメントより各音楽配信サービスにてリリースされた。

## 概要
前作「UNDEAD-NOID」から約8か月ぶりの配信リリースとなる。
本作から4か月連続配信リリースが行われ、ジャケットとミュージックビデオには、「Storyteller」をテーマにAIで生成されたイラストが用いられている。
連続配信企画第1弾となる本楽曲は、本企画のテーマでもあり、自身に起こった様々な出来事を教訓や糧にし、この先の自身の活動の原動力にしていく決意が込められた曲となっている。
ミュージックビデオは、本楽曲の配信開始と同時に公開された。

## 収録内容
| #         | タイトル        | 作詞・作曲   | 編曲               | 時間 |
| --------- | --------------- | ------------ | ------------------ | ---- |
| 1.        | 「Storyteller」 | 伊東歌詞太郎 | 吉村彰一、西野将哉 | 3:30 |
| 合計時間: | 合計時間:       | 合計時間:    | 合計時間:          | 3:30 |